# Symmachia falcistriga
Symmachia falcistriga är en fjärilsart som beskrevs av Hans Ferdinand Emil Julius Stichel 1910. Symmachia falcistriga ingår i släktet Symmachia och familjen Riodinidae. Inga underarter finns listade i Catalogue of Life.